# Gazzetta del Popolo
La Gazzetta del Popolo fue un periódico italiano fundado en Turín, en el norte de Italia, el 16 de junio de 1848. Cesó su publicación el 31 de diciembre de 1983, después de 135 años de vida.

## Historia
La Gazzetta del Popolo fue fundada por el escritor Felice Govean y los doctores Giovanni Battista Bottero y Alessandro Borella. Su primera sede estuvo en plaza IV de marzo de Turín. Fue lanzado a un precio muy bajo (5 centavos por copia y 12 liras por suscripción anual) para promover su difusión entre la pequeña burguesía. Pronto llegó a 4.000 suscriptores. Dirigido desde su fundación por Govean, fue un diario liberal, monárquico y anticlerical. Apoyó la política de Cavour y el programa del Risorgimento y de unificación italiana. Durante la Guerra de Crimea (1853-56), el periódico lanzó una campaña para suministrar cien cañones a la fortaleza de Alejandría. Los lectores se movilizaron y se logró el objetivo. Las ventas de la Gazzetta se multiplicaron: se alcanzó el límite de 10,000 copias, contra 2,000 copias de su competidor directo, la católica L'Armonia delle religioni con la civiltà.
Tras la unificación de Italia (1861) la dirección del periódico pasó a Giovanni Battista Bottero. Durante esta etapa, el periódico apoyó a la izquierda histórica de Francesco Crispi contra la política de Giovanni Giolitti. En 1874 fue el segundo periódico italiano más popular, tras Il Secolo di Milano. En 1883 se lanzó el suplemento semanal "Gazzetta del Popolo della Domenica". Bottero dirigió el periódico hasta su muerte, en 1897. Baldassarre Cerri, editor en jefe y copropietario, fue elegido como su sucesor, quien no cambió la política anti-Giolitti.
En el otoño de 1912, el periódico amplió significativamente la sección deportiva, bajo el nombre de Lo sport del Popolo. Salía a los quioscos dos veces por semana; el papel era de un color vagamente rosado, como el que ya usaba en los eventos deportivos más importantes la milanesa Gazzetta dello Sport, conocida como "la rosada". En vísperas de la Primera Guerra Mundial, en 1913, la Gazzetta del Popolo fue el quinto periódico italiano más vendido, con un promedio de 120,000 copias diarias.
En 1921, la Gazzetta del Popolo lanzó el suplemento ilustrado de People para competir con la milanesa Domenica del Corriere della Sera. En 1923, el periódico fue adquirido por la recién formada "Compañía Editorial de Turín". En 1925, la propiedad de la editorial pasó a la Compañía Hidroeléctrica de Piamonte (SIP), un grupo progubernamental: el periódico terminó bajo el control del régimen fascista. El nuevo propietario comenzó una serie de inversiones en las plantas (nuevas prensas, mejores procedimientos para reproducir las fotografías). En la década de 1920 alcanzó el umbral de 180.000 copias vendidas. El escenario era decididamente moderno: moda, cocina, ocio, educación, publicidad. Los insertos semanales y la sección para niños con cuentos, juegos y cómics tuvieron un gran eco. Giulio De Benedetti fue el coeditor del periódico. Desde 1928, el editor del suplemento fue el crítico literario Lorenzo Gigli.
En 1930, el periódico fue el primero en publicar tiras de Mickey Mouse en Italia. Al año siguiente se lanzó una página cultural semanal, Diorama literario, también editado por Lorenzo Gigli. La Gazzetta del Popolo fue el primer periódico italiano en mostrar ilustraciones en color. El director Ermanno Amicucci presentó el diseño por secciones (noticias, espectáculos, literatura, deportes), con páginas enteras dedicadas a un solo tema. Durante varios años, la Gazzetta superó en ventas a su competidor directo La Stampa.
El escritor Giovanni Comisso, el filósofo Zino Zini o el novelista Alberto Moravia fueron algunos de los colaboradores del periódico.